# Ronde van Noorwegen voor vrouwen 2021
De Ladies Tour of Norway of Ronde van Noorwegen voor vrouwen 2021 is de zeventiende editie van deze rittenkoers en de zevende editie sinds de herinvoering in 2014, die net als de voorgaande jaren deel uitmaakt van de UCI Women's World Tour 2021 en die van 12 tot 15 augustus werd verreden. De editie van 2020 werd geannuleerd vanwege de coronapandemie. Titelverdedigster Marianne Vos deed niet mee, zij won de edities van 2017, 2018 en 2019. Zij werd opgevolgd door Annemiek van Vleuten.

## Deelnemende ploegen
Alle negen World-Tourploegen deden mee aan de ronde, aangevuld met negen UCI-teams (waaronder twee Nederlandse en twee Belgische) en de nationale selectie van Noorwegen. Naast titelverdedigster Marianne Vos, was ook wereldkampioene Anna van der Breggen afwezig. Kersvers Olympisch kampioene tijdrijden Annemiek van Vleuten ging van start als een van de favorieten.
| World-Tourteams                    | UCI-teams                  | Nationale selecties |
| ---------------------------------- | -------------------------- | ------------------- |
| Alé BTC Ljubljana                  | Andy Schleck Cycling Team  | Noorwegen           |
| BikeExchange                       | Bingoal Casino-Chevalmeire |                     |
| Canyon-SRAM                        | Coop-Hitec Products        |                     |
| DSM                                | Drops-Le Col               |                     |
| FDJ Nouvelle-Aquitaine Futuroscope | Jumbo-Visma                |                     |
| Liv Racing                         | Parkhotel Valkenburg       |                     |
| Movistar Team                      | Plantur-Pura               |                     |
| SD Worx                            | Team Tibco                 |                     |
| Trek-Segafredo                     | Valcar-Travel & Service    |                     |

## Etappe-overzicht
In april maakte de organisatie het etappeschema bekend. De ronde startte en finishte in Halden. Op de derde dag was de aankomst op het Norefjell Ski Resort in Krødsherad.
| etappe | datum       | start   | finish    | profiel    | afstand  | winnaar              | klassementsleider    |
| ------ | ----------- | ------- | --------- | ---------- | -------- | -------------------- | -------------------- |
| 1e     | 12 augustus | Halden  | Sarpsborg | Vlakke rit | 138,1 km | Kristen Faulkner     | Kristen Faulkner     |
| 2e     | 13 augustus | Askim   | Mysen     | Heuvelrit  | 141,6 km | Riejanne Markus      | Riejanne Markus      |
| 3e     | 14 augustus | Drammen | Norefjell | Bergrit    | 151,3 km | Annemiek van Vleuten | Annemiek van Vleuten |
| 4e     | 15 augustus | Drøbak  | Halden    | Heuvelrit  | 150,4 km | Chloe Hosking        | Annemiek van Vleuten |

## Etappes

### 1e etappe
| Donderdag 12 augustus: Halden - Sarpsborg (138,1 km) |                       |                                    |          |
| Plaats                                               | Naam                  | Ploeg                              | Tijd     |
| Winnaar                                              | Kristen Faulkner      | Team Tibco                         | 3u38'15" |
| 2                                                    | Susanne Andersen      | DSM                                | z.t.     |
| 3                                                    | Alice Barnes          | Canyon-SRAM                        | z.t.     |
| 4                                                    | Cecilie Uttrup Ludwig | FDJ Nouvelle-Aquitaine Futuroscope | z.t.     |
| 5                                                    | Femke Markus          | Parkhotel Valkenburg               | z.t.     |

### 2e etappe
| Vrijdag 13 augustus: Askim - Mysen (141,6 km) |                 |              |          |
| Plaats                                        | Naam            | Ploeg        | Tijd     |
| Winnaar                                       | Riejanne Markus | Jumbo-Visma  | 3u40'01" |
| 2                                             | Coryn Rivera    | DSM          | z.t.     |
| 3                                             | Alison Jackson  | Liv Racing   | z.t.     |
| 4                                             | Elise Chabbey   | Canyon-SRAM  | z.t.     |
| 5                                             | Sanne Cant      | Plantur-Pura | z.t.     |

### 3e etappe
| Zaterdag 14 augustus: Drammen - Norefjell (151,3 km) |                        |                                    |          |
| Plaats                                               | Naam                   | Ploeg                              | Tijd     |
| Winnaar                                              | Annemiek van Vleuten   | Movistar                           | 3u52'17" |
| 2                                                    | Ashleigh Moolman-Pasio | SD Worx                            | + 35"    |
| 3                                                    | Mavi García            | Alé BTC Ljubljana                  | + 41"    |
| 4                                                    | Marlen Reusser         | Alé BTC Ljubljana                  | + 44"    |
| 5                                                    | Cecilie Uttrup Ludwig  | FDJ Nouvelle-Aquitaine Futuroscope | + 48"    |

### 4e etappe
| Zondag 15 augustus: Drøbak - Halden (141,6 km) |                   |                                    |          |
| Plaats                                         | Naam              | Ploeg                              | Tijd     |
| Winnaar                                        | Chloe Hosking     | Trek-Segafredo                     | 3u36'06" |
| 2                                              | Coryn Rivera      | DSM                                | z.t.     |
| 3                                              | Chiara Consonni   | Valcar-Travel & Service            | z.t.     |
| 4                                              | Christine Majerus | SD Worx                            | z.t.     |
| 5                                              | Sarah Roy         | FDJ Nouvelle-Aquitaine Futuroscope | z.t.     |

## Klassementenverloop
De gele trui wordt uitgereikt aan de rijdster met de laagste totaaltijd.
 De groene trui wordt uitgereikt aan de rijdster met de meeste punten van de etappefinishes.
 De bolletjestrui wordt uitgereikt aan de rijdster met de meeste behaalde punten uit bergtop passages.
 De witte jongerentrui wordt uitgereikt aan de eerste rijdster tot 23 jaar in het algemeen klassement.
 De trui met Noorse vlaggen wordt uitgereikt aan de eerste Noorse rijdster in het algemeen klassement.
| Etappe         | Winnaar              | Algemeen klassement  | Puntenklassement | Bergklassement | Jongerenklassement | Beste Noorse     | Ploegenklassement |
| -------------- | -------------------- | -------------------- | ---------------- | -------------- | ------------------ | ---------------- | ----------------- |
| 1              | Kristen Faulkner     | Kristen Faulkner     | Kristen Faulkner | Nina Buysman   | Anna Shackley      | Susanne Andersen | DSM               |
| 2              | Riejanne Markus      | Riejanne Markus      | Kristen Faulkner | Nina Buysman   | Mischa Bredewold   | Stine Borgli     | Jumbo-Visma       |
| 3              | Annemiek van Vleuten | Annemiek van Vleuten | Kristen Faulkner | Nina Buysman   | Niamh Fisher-Black | Ingvild Gaskjenn | Alé BTC Ljubljana |
| 4              | Chloe Hosking        | Annemiek van Vleuten | Alison Jackson   | Nina Buysman   | Niamh Fisher-Black | Ingvild Gaskjenn | SD Worx           |
| Eindklassement | Eindklassement       | Annemiek van Vleuten | Alison Jackson   | Nina Buysman   | Niamh Fisher-Black | Ingvild Gaskjenn | SD Worx           |